# Julius Richard Petri
Julius Richard Petri  (n. 31 mai 1852, la Barmen - d. 20 decembrie 1921, la Zeitz) a fost un bacteriolog german, cunoscut pentru inventarea, pe când colabora cu Robert Koch, a recipientului de laborator utilizat pentru studiul culturilor de bacterii și care acum îi poartă numele, vasul Petri.